# Mniobryum alticaule
Mniobryum alticaule är en bladmossart som först beskrevs av C. Müller, och fick sitt nu gällande namn av Brotherus 1903. Mniobryum alticaule ingår i släktet Mniobryum och familjen Bryaceae. Inga underarter finns listade i Catalogue of Life.